# Mollisonia
Mollisonia (лат.) — род вымерших членистоногих из семейства Mollisoniidae отряда Mollisoniida. Систематическое положение последнего в типе членистоногих неясно. Впервые обнаружены и описаны 1912 году американским палеонтологом Чарлзом Дулиттлом Уолкоттом в отложениях нижнего кембрия (около 500 млн лет) в фауне сланцев Бёрджес. Всего известно 4 вида (Канада, США, Китай). Имели внешнее сходство с Urokodia aequalis из сланцев Маотяньшань (Юньнань, Китай). Возможно — древнейшие хелицеровые.

## Описание
Членистоногие с уплощённой вытянутой формой тела (около 5 см, напоминающие мокриц или трилобитов), с несколькими парами длинных ходильных ног и передними хелицероподобными придатками. Представители рода Mollisonia были почти прямоугольными дорсально и почти треугольными в поперечной проекции. Спинной экзоскелет, состоял из головного щитка, семи грудных сегментов (тергитов) и хвостового щитка, имел осевой гребень. Грудные сегменты были примерно одинаковой длины и ширины. Хвостовой щиток имел две или три пары поперечных удлинений на поверхности. 
Предположительно были придонными бентическими хищниками. Древнейшие представители хелицеровых членистоногих. 
Mollisonia демонстрирует некоторые сходства с родами Corcorania Jell, 1980, Kuamaia Hou, 1987 и Sinoburius Hou, Ramsköld & Bergström, 1991, но не с Xandarella Hou et al., 1991, хотя два последних некоторые авторы (Hou & Bergström) рассматривают в одном и том же подклассе Petalopleura. Однако, поскольку все находки не имеют конечностей, их не было возможности точно классифицировать. И только у открытого в 2019 году нового вида Mollisonia plenovenatrix сохранились хелицероподобные передние придатки. Симонетта и Делле Кейв (Simonetta &und Delle Cave) в 1975 году поместили род Mollisonia в состав семейства Mollisoniidae и монотипического отряда Mollisoniida.
- Mollisonia gracilis Walcott, 1912[6]
- Mollisonia plenovenatrix Aria & Caron, 2019 [2][7][8]
- Mollisonia sinica Zhang et. al, 2002[9]
- Mollisonia symmetrica Walcott, 1912 typus
(= Mollisonia rara Walcott, 1912)[4]

## Этимология
Название рода происходит от имени горы Mount Mollison (2952 м, Британская Колумбия, Канада), которая в свою очередь была названа Joseph H. Scattergood в 1898 году в честь сестёр Mollison, которые управляли некоторыми отелями Canadian Pacific Railway в Скалистых горах.